# Bea Meulman
Beatrix (Bea) Meulman (Rotterdam, 1 februari 1949 – Amsterdam, 6 juli 2015) was een Nederlands actrice, die afstudeerde aan de Toneelschool Arnhem.
Meulman speelde van 1972 tot 1985 bij Toneelgroep Theater waar ze de meest uiteenlopende rollen speelde, zoals Marge in Absent Friends van Ayckbourn, Marie in Woyzeck van Büchner, Eliza Doolittle in Pygmalion en Emilia in Othello van Shakespeare. Ook was zij te zien als Cecily in Oscar Wildes Het belang van Ernst. Voor de rol van Patty in The Fool van Edward Bond ontving ze in 1978 de Colombina.
Als freelance-actrice was ze onder meer te zien in De zaak Kenny, Ha die pa!, Medisch Centrum West en Suite 215. In 1993 kreeg Bea Meulman grote bekendheid door haar rol van Teun Metz in Vrouwenvleugel. In de comedy SamSam speelde ze de rol van onderbuurvrouw Rietje Brouwer. In 2003 speelde Meulman in de Nederlandse jeugdfilm Sinterklaas en het geheim van de robijn van regisseur Martijn van Nellestijn. Ook gaf ze gestalte aan mevrouw Pardoes in de jeugdserie Otje naar het gelijknamige boek van Annie M.G. Schmidt.
Daarnaast was ze in het theater te zien in Schakels van Herman Heijermans. Naast Henk Poort speelde ze in de musical Anatevka de rol van Golde, de vrouw van Tevje. Een recentere toneelrol was Madame Arcati in Spotgeesten van Noël Coward met Trudy Labij. In 2006 speelde en zong zij gedurende zes maanden de rol van Fraulein Schneider in de musical Cabaret in het Amsterdamse theater Carré. Van december 2008 tot mei 2009 was zij wederom in de musical Anatevka te zien. Opnieuw naast Henk Poort, maar ditmaal in de rol van Yente, de koppelaarster.
Op 6 juli 2015 overleed Bea Meulman op 66-jarige leeftijd aan kanker.

## Filmografie
- Dubbelleven - Tiny (1978)
- Mama is boos! - Gerda K.P.R (1986)
- De brug - Moeder Overste (1990)
- Medisch Centrum West – Odile Bussink (1990)
- Goede tijden, slechte tijden – Mevrouw Vink (1990)
- De zomer van '45 – Mevrouw Jelgersma (1991)
- Ha, die Pa! - Edith Goedhart - (Afl. Dorpspolitiek, 1992)
- Vrouwenvleugel – Teun Metz (1993–1995)
- In de Vlaamsche pot – Afl: Gilles De La Tourette  (1993)
- SamSam – Rietje Brouwer (1994–2003)
- Oppassen!!! – Jeanien van Weert (1997)
- Otje – Mevrouw Pardoes (1998)
- Onderweg naar morgen – Karin de Boei (2003, 2004)
- Sinterklaas en het geheim van de Robijn - Marja,Assistent Museum Directeur (2004)
- Baantjer – Corry de Roos (De Cock en de moord op Arie Bombarie, 2004)
- Van Speijk – Mevrouw Roosjes (2006)
- Hoe overleef ik...? - Juf Frans (2008)
- Citroentje met suiker – Tante Alie (2009, hoorspel)
- Van God los – Moeder van Miranda (2011)